# Sedliště (district de Plzeň-Sud)
Pour les articles homonymes, voir Sedliště.
Sedliště (en allemand : Sedlischt) est une commune du district de Plzeň-Sud, dans la région de Plzeň, en République tchèque. Sa population s'élevait à 111 habitants en 2022.

## Géographie
Sedliště se trouve à 10 km au sud de Spálené Poříčí, à 30 km au sud-est de Plzeň et à 85 km au sud-ouest de Prague.
La commune est limitée par Louňová au nord, par Čížkov au nord et à l'est, par Vrčeň au sud, et par Srby à l'ouest.

## Histoire
La première mention écrite de la localité date de 1552.

## Transports
Par la route, Sedliště se trouve à 11 km de Blovice, à 37 km de Plzeň et à 99 km de Prague.